# Berry van Peer
Berry van Peer (* 23. August 1996 in Roosendaal) ist ein niederländischer Dartspieler.

## Karriere
Berry van Peer nahm im Alter von 13 Jahren erstmals an nationalen Turnieren teil. 2013 bekam er eine Wildcard für das Jugendturnier des Zuiderduin Masters. Dort belegte van Peer den zweiten Platz. Im gleichen Jahr gehörte er zudem der Juniorennationalmannschaft an, die sich die Weltmeisterschaft sicherte. 2014 gewann er auf Jugendebene die Denmark Open. Im Folgejahr debütierte van Peer beim World Masters. 2015 startete der Niederländer auf der PDC Development Tour, wo er bereits in seinem ersten Jahr zwei Turniersiege erspielen konnte. Durch diese Ergebnisse erhielt van Peer über die Rangliste der  Development-Tour eine Tourkarte, die ihn 2016 und 2017 zur Teilnahme an der PDC Pro Tour berechtigte.
Van Peer qualifizierte sich für die UK Open 2016, wo er jedoch bei seinem Debüt im ersten Spiel unterlag. Im gleichen Jahr konnte er das Finale der PDC World Youth Championship erreichen, wo er mit 2:6 Corey Cadby unterlag.
Durch gute Leistungen bei den Players Championships 2016 konnte sich van Peer für die Players Championship Finals 2016 qualifizieren. Bei seinem zweiten PDC-Major konnte der Niederländer in seinem Erstrundenspiel mit 6:5 gegen Cristo Reyes aus Spanien gewinnen. In der zweiten Runde verlor er im Decider gegen Josh Payne. 2017 verlief für van Peer weniger erfolgreich, allerdings war er durch seine Finalteilnahme bei der Jugend-WM für den Grand Slam of Darts 2017 qualifiziert.
In seinem Gruppenspiel gegen Gary Anderson machte sich bei van Peer seine Dartitis bemerkbar. Während der Partie wandten sich die Zuschauer gegen van Peer, worauf dieser in Tränen ausbrach und weinend auf der Bühne stand. Der Caller Russ Bray wies das Publikum darauf hin, dies aus Fairnessgründen zu unterlassen. Auch Anderson versuchte seinen Gegner zu motivieren und applaudierte ihm bei guten Würfen. Trotz dieser Situation und mit Hilfe von Sportpsychologen konnte van Peer mit Siegen über Simon Whitlock und Cameron Menzies ins Achtelfinale des Turniers einziehen. Dort unterlag er dem Österreicher Mensur Suljović mit 2:10. 2018 gewann van Peer zum vierten Mal ein Event auf der Development Tour. Ein Jahr später nahm er erfolglos an der PDC Qualifying School teil und gewann Mitte Juli erstmals ein Event auf der Challenge Tour. 2020 konnte er das erste Development Tour Event sich schließlich erneut eine Tourkarte über die Rangliste gewinnen. Bei den UK Open 2021 vergab der Niederländer in seinem Erstrundenspiel gegen Martin Schindler einen Matchdart und verlor diese am Ende. Bei der Super Series 3 konnte van Peer das Halbfinale erreichen.
Seine frisch erspielte Tour Card konnte van Peer nicht halten. Er nahm zwar an der Q-School 2023 teil und startete dabei in der Final Stage, holte sich die Karte jedoch nicht zurück.
Kurz darauf startete van Peer bei den Dutch Open 2023, dem nach Teilnehmern größten Dartsturnier der Welt. Ihm gelang dabei der Finaleinzug, wo er sich schließlich auch gegen Andy Baetens aus Belgien durchsetzen konnte. Ende September ging van Peer mit der niederländischen Nationalmannschaft des Nederlandse Darts Bond beim WDF World Cup an den Start. Im Einzel schaffte er es dabei bis ins Finale, wo er gegen Frank Bruns mit 7:3 den Titel errang. Im Doppel schafften er und Wesley Plaisier es ins Viertelfinale, wo man gegen Ben Robb und Haupai Puha aus Neuseeland mit 2:4 verlor. Beim Teamwettbewerb kamen die Niederlande ebenfalls ins Finale, wo man mit 9:7 gegen England gewann. Somit strich van Peer zwei Goldmedaillen bei dem Turnier ein.

## Weltmeisterschaftsresultate

### PDC-Junioren
- 2015: 2. Runde (1:6-Niederlage gegen  Max Hopp)
- 2016: Finale (2:6-Niederlage gegen  Corey Cadby)
- 2017: 2. Runde (3:6-Niederlage gegen  Mike De Decker)
- 2018: 1. Runde (1:6-Niederlage gegen  Justin Smith)
- 2019: 1. Runde (5:6-Niederlage gegen  Luke Humphries)
- 2020: Gruppenphase (5:0-Sieg gegen  Justin Hewitt und 1:5-Niederlage gegen  Bradley Halls)

### PDC
- 2024: 3. Runde (3:4-Niederlage gegen  Damon Heta)

## Turnierergebnisse
| Turnier                     | 2014                | 2015                | 2016                           | 2017                           | ......                         | 2020                           | 2021                           | 2022                           | 2023                           | 2024                           | 2025                           |
| --------------------------- | ------------------- | ------------------- | ------------------------------ | ------------------------------ | ------------------------------ | ------------------------------ | ------------------------------ | ------------------------------ | ------------------------------ | ------------------------------ | ------------------------------ |
| BDO-Major-Turniere          |                     |                     |                                |                                |                                |                                |                                |                                |                                |                                |                                |
| World Masters               | 2R                  | 2R                  | n/t                            | n/t                            | n/t                            | n/a                            | Verband insolvent              | Verband insolvent              | Verband insolvent              | Verband insolvent              | Verband insolvent              |
| WDF-Platin-/Major-Turniere  |                     |                     |                                |                                |                                |                                |                                |                                |                                |                                |                                |
| Dutch Open                  | kein Platin-Turnier | kein Platin-Turnier | kein Platin-Turnier            | kein Platin-Turnier            | kein Platin-Turnier            | ?                              | n/a                            | n/t                            | S                              | n/t                            | n/t                            |
| PDC-Ranking-Turniere        |                     |                     |                                |                                |                                |                                |                                |                                |                                |                                |                                |
| Weltmeisterschaft           | n/t                 | n/t                 | n/t                            | nicht qualifiziert             | nicht qualifiziert             | nicht qualifiziert             | nicht qualifiziert             | nicht qualifiziert             | nicht qualifiziert             | 3R                             | n/q                            |
| World Masters               | nicht ausgetragen   | nicht ausgetragen   | nicht ausgetragen              | nicht ausgetragen              | nicht ausgetragen              | nicht ausgetragen              | nicht ausgetragen              | nicht ausgetragen              | nicht ausgetragen              | nicht ausgetragen              | VR                             |
| UK Open                     | n/t                 | n/t                 | 2R                             | n/q                            | n/q                            | 2R                             | 1R                             | 3R                             | n/q                            | 2R                             | 3R                             |
| Grand Slam of Darts         | nicht qualifiziert  | nicht qualifiziert  | nicht qualifiziert             | AF                             | nicht qualifiziert             | nicht qualifiziert             | nicht qualifiziert             | nicht qualifiziert             | nicht qualifiziert             | nicht qualifiziert             |                                |
| Players Championship Finals | n/q                 | n/q                 | 2R                             | nicht qualifiziert             | nicht qualifiziert             | nicht qualifiziert             | nicht qualifiziert             | nicht qualifiziert             | nicht qualifiziert             | nicht qualifiziert             |                                |
| Karrierestatistiken         |                     |                     |                                |                                |                                |                                |                                |                                |                                |                                |                                |
| Jahresendplatzierung        | ?                   | 105                 | 79                             | 68                             | 149                            | –                              | 130                            | 91                             | 107                            | 92                             |                                |
| Verband                     | BDO                 | BDO                 | Professional Darts Corporation | Professional Darts Corporation | Professional Darts Corporation | Professional Darts Corporation | Professional Darts Corporation | Professional Darts Corporation | Professional Darts Corporation | Professional Darts Corporation | Professional Darts Corporation |

| Legende zu den Turnierergebnissen | Legende zu den Turnierergebnissen | Legende zu den Turnierergebnissen | Legende zu den Turnierergebnissen | Legende zu den Turnierergebnissen | Legende zu den Turnierergebnissen | Legende zu den Turnierergebnissen | Legende zu den Turnierergebnissen | Legende zu den Turnierergebnissen | Legende zu den Turnierergebnissen |
| --------------------------------- | --------------------------------- | --------------------------------- | --------------------------------- | --------------------------------- | --------------------------------- | --------------------------------- | --------------------------------- | --------------------------------- | --------------------------------- |
| n/t                               | nicht teilgenommen                | n/q                               | nicht qualifiziert                | n/a                               | nicht ausgetragen                 | #R                                | Aus in jeweiliger Runde           | GP                                | Aus in der Gruppenphase           |
| AF                                | Achtelfinalist                    | VF                                | Viertelfinalist                   | HF                                | Halbfinalist                      | F                                 | Turnierfinalist                   | S                                 | Turniersieger                     |

## Titel

### PDC
- Secondary Tour Events
  - PDC Development Tour
    - PDC Development Tour 2015: 2, 4
    - PDC Development Tour 2018: 18
    - PDC Development Tour 2020: 1

  - PDC Challenge Tour
    - PDC Challenge Tour 2019: 11
    - PDC Challenge Tour 2023: 6, 10, 12, 13

### WDF
- Platin-Turniere
  - Dutch Open: (1) 2023
- Silber-Turniere
  - Swedish Masters: (1) 2023

## Privates
Sein älterer Bruder Carlo van Peer ist ebenfalls Dartspieler.